# Vita Heathcote
Vita Heathcote (Southampton) es una deportista británica que compite en vela en la clase 470. Ganó una medalla de plata en el Campeonato Mundial de 470 de 2024 y una medalla de bronce en el Campeonato Europeo de 470 de 2021.

## Palmarés internacional
| \| Campeonato Mundial \| Campeonato Mundial \| Campeonato Mundial \| Campeonato Mundial \| \| Año \| Lugar \| Medalla \| Clase \| \| ------------------ \| -------------------- \| ------------------ \| ------------------ \| \| 2024 \| El Arenal (España) \| Medalla de plata \| 470 mixto \| \| Campeonato Europeo \| \| \| \| \| Año \| Lugar \| Medalla \| Clase \| \| 2021 \| Vilamoura (Portugal) \| Medalla de bronce \| 470 mixto \| |                      |                   |           |
| Campeonato Mundial |                      |                   |           |
| Año | Lugar                | Medalla           | Clase     |
| 2024 | El Arenal (España)   | Medalla de plata  | 470 mixto |
| Campeonato Europeo |                      |                   |           |
| Año | Lugar                | Medalla           | Clase     |
| 2021 | Vilamoura (Portugal) | Medalla de bronce | 470 mixto |